# Властелин колец: Братство Кольца
«Властели́н коле́ц: Бра́тство Кольца́» (англ. The Lord of the Rings: The Fellowship of the Ring) — приключенческий фильм в жанре эпического фэнтези 2001 года, седьмой полнометражный фильм, снятый режиссёром Питером Джексоном по сценарию Фрэнсис Уолш, Филлипы Бойенс и Джексона, основанный на «Братстве Кольца» 1954 года, первом томе романа «Властелин колец» Джона Рональда Руэла Толкина. Фильм является первой частью кинотрилогии «Властелин колец». В нём задействован актёрский состав, включая Элайджу Вуд, Иэна Маккелена, Лив Тайлер, Вигго Мортенсена, Шона Эстина, Кейт Бланшетт, Джона Рис-Дэвиса, Билли Бойда, Доминика Монагана, Орландо Блума, Кристофера Ли, Хьюго Уивинга, Шона Бина, Иэна Холма и Энди Серкиса.
Действие фильма происходит в Средиземье. История повествует о Тёмном Властелине Сауроне, который ищет Кольцо Всевластья, в котором заключена часть его могущества, чтобы вернуть себе власть. Кольцо нашло свой путь к молодому хоббиту Фродо Бэггинсу. Судьба Средиземья висит на волоске, когда Фродо и восемь его спутников (которые образуют Братство Кольца) начинают своё опасное путешествие к Роковой горе в земле Мордор, единственном месте, где Кольцо может быть уничтожено. Фильм Властелин колец: Братство Кольца финансировался и распространялся американской студией New Line Cinema, но снималось и монтировалось полностью в родной Новой Зеландии Джексона, одновременно с двумя другими частями трилогии.
Премьера фильма состоялась 10 декабря 2001 года в Odeon Luxe Leicester Square в Лондоне, и вышла 19 декабря в США и 20 декабря в Новой Зеландии. Фильм был одобрен критиками и поклонниками, которые считали его вехой в кинематографе и достижением в жанре фэнтезийного кино. Он получил похвалу за свои визуальные эффекты, актёрскую игру, режиссуру Джексона, сценарий, саундтрек и верность исходному материалу. Он собрал более 868 миллионов долларов по всему миру во время своего первоначального проката в кинотеатрах, что сделало его вторым самым кассовым фильмом 2001 года и пятым самым кассовым фильмом всех времён на момент выхода. После последующих повторных показов по состоянию на 2024 год он заработал более 887 миллионов долларов. Как и его преемники, фильм был признан одним из величайших и самых влиятельных фильмов, когда-либо снятых. Фильм получил многочисленные награды; на 74-й церемонии вручения премии «Оскар» он был номинирован на тринадцать наград, включая «Лучший фильм», одержав победу за «Лучшую операторскую работу», «Лучший грим», «Лучшую музыку» и «Лучшие визуальные эффекты».
В 2007 году Американский институт киноискусства назвал его одним из 100 величайших американских фильмов в истории, будучи как и самым последним фильмом, так и единственным фильмом, выпущенным в XXI веке, попавшим в этот список. В 2021 году фильм был выбран для сохранения в Национальном реестре фильмов США и Библиотекой Конгресса как имеющий «культурную, историческую или эстетическую значимость. Два продолжения, «Две крепости» и «Возвращение короля», вышли в 2002 и 2003 годах соответственно.

## Сюжет
Во Вторую эпоху Средиземья повелители эльфов, гномов и людей получают Кольца власти. Темный властелин Саурон - представитель майар втайне от них кует Единое Кольцо в Роковой горе, вкладывая в него значительную часть своей силы, чтобы подчинить себе другие Кольца и завоевать Средиземье. Последний союз людей и эльфов сражается с силами Саурона в Мордоре. Исильдур из Гондора отрубает Саурону палец, а вместе с ним и Кольцо, тем самым побеждая Саурона и переводя его в форму духа. С первого поражения Саурона начинается Третья эпоха Средиземья. Влияние Кольца развращает Исильдура, который забирает его себе и позже погибает от рук орков. Кольцо было затеряно в реке на 2500 лет, пока его не нашёл Голлум, который владел им более четырёх с половиной столетий. В итоге Кольцо покидает Голлума, и впоследствии его находит хоббит по имени Бильбо Бэггинс, который ничего не знает о нём.
Шестьдесят лет спустя Бильбо празднует свой 111-й день рождения в Шире, воссоединяясь со своим старым другом, волшебником Гэндальфом Серым. Бильбо покидает Шир ради последнего приключения и оставляет свое наследство, включая Кольцо, своему племяннику Фродо. Гэндальф исследует Кольцо, обнаруживает его истинную природу и узнает, что Голлум был схвачен и подвергнут пыткам орками Саурона, во время допроса он произнес два слова: Шир и Бэггинс. Гэндальф возвращается и предупреждает Фродо покинуть Шир. Когда Фродо уходит со своим другом, садовником Сэмуайзом Гэмджи, Гэндальф отправляется в Изенгард, чтобы встретиться с волшебником Саруманом, но обнаруживает его предательство и союз с Сауроном, который отправил своих девятерых призрачных слуг-назгулов на поиски Фродо.
К Фродо и Сэму присоединяются другие хоббиты, Мерри и Пиппин, и они ускользают от назгулов, прежде чем прибыть в Бри, где они должны встретиться с Гэндальфом в гостинице «Гарцующий пони». Однако Гэндальф так и не появился, попав в плен к Саруману. Затем хоббитам помогает следопыт Севера, известный как Странник, который обещает сопроводить их в Ривенделл; однако назгулы нападают на них из засады, и их предводитель, Король-чародей, ранит Фродо моргульским клинком. Арвен, эльфийка и возлюбленная Странника, находит группу и спасает Фродо, вызывая потоки воды, которые сметают назгулов прочь. Она забирает его в Ривенделл, где эльфы исцеляют его. Фродо встречается с Гэндальфом, который сбежал из Изенгарда на Великом Орле. Той ночью Странник воссоединяется с Арвен, и они заявляют о своей любви друг к другу.
Узнав от Гэндальфа о предательстве Сарумана и теперь понимая, что они сталкиваются с угрозами как со стороны Саурона, так и со стороны Сарумана, отец Арвен, лорд Элронд, решает не оставлять Кольцо в Ривенделле. Он собирает совет из эльфов, людей и гномов, на котором также присутствуют Фродо и Гэндальф, и совет решает, что Кольцо должно быть уничтожено в огне Роковой горы. Фродо вызвался добровольно нести Кольцо в сопровождении Гэндальфа, Сэма, Мерри, Пиппина, эльфа Леголаса, гнома Гимли, Боромира из Гондора и Странника, который оказался Арагорном, наследником Исильдура и законным королем Гондора. Бильбо, ныне живущий в Ривенделле, дарит Фродо свой меч Жало и кольчугу из мифрила.
Братство Кольца направляется к Вратам Рохана, но обнаруживает, что за ним наблюдают шпионы Сарумана. Вместо этого они отправились через горный перевал Карадрас, но Саруман вызвал бурю, которая вынудила их пройти через копи Мории, где водяной зверь с щупальцами заблокировал вход с Братством внутри, не оставив им иного выбора, кроме как отправиться к выходу на другом конце. Обнаружив, что гномы Мории мертвы, Братство подвергается нападению орков и пещерного тролля. Они сдерживают их, но сталкиваются с Проклятием Дурина - балрогом, обитающим в шахтах. В то время как остальные убегают, Гэндальф отбивается от демона и сбрасывает его в огромную пропасть, но балрог утягивает Гэндальфа за собой во тьму. Опустошенное и деморализованное Братство достигает Лотлориэна, которым правит королева эльфов Галадриэль, которая конфиденциально сообщает Фродо, что только он один может завершить задание и что один из членов Братства попытается завладеть Кольцом. Она также показывает ему видение будущего, в котором Саурону удастся поработить Средиземье, включая Шир. Тем временем Саруман создаёт армию Урук-хай в Изенгарде, чтобы найти и уничтожить Братство.
Братство отправляется по реке в Парт-Гален. Фродо на берегу сталкивается с Боромиром, который, как и предупреждала леди Галадриэль, пытается завладеть Кольцом. Затем разведчики Урук-хаев устраивают засаду на Братство, пытаясь похитить хоббитов. Боромир освобождается от магии Кольца и защищает Мерри и Пиппина, но командир отряда Урук-хаев, Лурц, смертельно ранит его выстрелами из лука, пока остальные похищают хоббитов. Прибывает Арагорн и убивает Лурца в тяжёлом поединке, а затем утешает умирающего Боромира, обещая помочь народу Гондора в грядущем конфликте. Опасаясь, что Кольцо развратит его друзей, Фродо решает отправиться в Мордор один, но позволяет Сэму пойти с ним, помня о его обещании Гэндальфу присматривать за ним. Пока Арагорн, Леголас и Гимли отправляются спасать Мерри и Пиппина, Фродо и Сэм спускаются по перевалу Эмин Муил, направляясь в Мордор и продолжая свою миссию — уничтожить Единое Кольцо.

## Версии фильма
Существует несколько вариантов фильма, с разной продолжительностью и монтажом:
1. Театральная (прокатная) версия — сокращённая по требованиям прокатных компаний США версия, показанная в кинотеатрах и по телевидению, издана на DVD в феврале 2002 (продолжительность — 2:58:12)[8];
2. Режиссёрская (расширенная) версия — издана на VHS и DVD 12 ноября 2002, включает около 30 минут новых сцен, добавлены звуковые эффекты и музыка, а также 20 минутные титры, посвящённые фанатам фильма (продолжительность — 3:48:17)[9].

Blu-ray издания:
1. Театральная (прокатная) версия — продолжительность — 2:58:24, выпущена 6 апреля 2010;
2. Режиссёрская (расширенная) версия — продолжительность — 3:48:17, выпущена 28 июня 2011; изменена цветовая гамма по сравнению с предыдущими изданиями.

## В ролях
- Элайджа Вуд — Фродо Бэггинс
- Иэн Маккеллен — Гэндальф
- Шон Эстин — Сэмуайз Гэмджи
- Вигго Мортенсен — Арагорн (Странник)
- Шон Бин — Боромир
- Орландо Блум — Леголас
- Доминик Монаган — Мериадок Брендибак (Мэрри)
- Билли Бойд — Перегрин Тук (Пиппин)
- Джон Рис-Дэвис — сын Глоина Гимли
- Кристофер Ли — Саруман Белый
- Шэйн Ранги — Король-чародей
- Брент Макинтайр — Король-чародей (дублёр)
- Сала Бейкер — образ Саурон
- Хьюго Уивинг — Элронд
- Мартон Чокаш — Келеборн
- Кейт Бланшетт — Галадриэль
- Лив Тайлер — Арвен
- Иэн Холм — Бильбо Бэггинс
- Лоуренс Макоаре — Лурц
- Крэйг Паркер — Халдир
- Дэвид Уитерлей — Барлиман Баттербур
- Марк Фергюсон — Гил-Галад
- Питер МакКензи — Элендил
- Гарри Синклейр — Исильдур
- Энди Серкис — образ и голос Голлум
- Мартин Сандерсон — Горри Страж Бри
- Сара Маклеод — Рози Коттон
- Питер Джексон — Альберт Дреари, житель Бри, грызущий морковку (нет в титрах)
- Кэмерон Родес — Фермер Мэггот
- Алан Ли — Король людей, получивший кольцо (пролог, нет в титрах)
- Джон Хау — Король людей, получивший кольцо (пролог, нет в титрах)
- Билли Джексон — Мальчик-хоббит на празднике (нет в титрах)
- Кейти Джексон — Девочка-хоббит на празднике (нет в титрах)
- Эндрю Стелин[англ.] — Урук-хаи

### Процесс съёмок

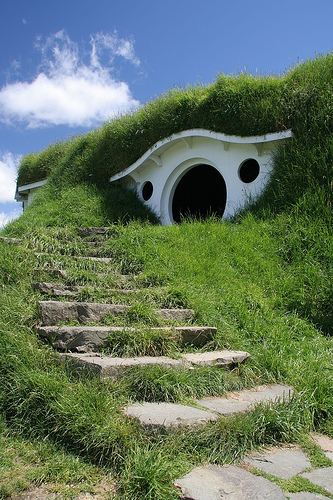
«Шир» после съёмок фильма открыт для посещения туристов, и приносит Новой Зеландии миллионы долларов ежегодно

## Процесс создания